# Nadleśnictwo Łąck
Nadleśnictwo Łąck – jednostka organizacyjna Lasów Państwowych podległa Regionalnej Dyrekcji Lasów Państwowych w Łodzi. Siedziba nadleśnictwa znajduje się w Łącku, w powiecie płockim, w województwie mazowieckim.
Nadleśnictwo obejmuje część powiatów płockiego, gostynińskiego, sochaczewskiego i łowickiego.

## Historia
Ministerstwo Rolnictwa i Dóbr Koronnych tworząc 13 listopada 1918 pierwszy leśny podział administracyjny niepodległej Polski, utworzyło m.in. nadleśnictwo Łąck. W innych źródłach za datę rozpoczęcia działalności nadleśnictwo Łąck podawane są lata 1919 i 1920. Zarządzało ono lasami o powierzchni 95,3094 km². Ponadto do 1923 posiadało dwie niewielkie cegielnie.
II wojna światowa przyniosła wyniszczenie tutejszych lasów. Okupant niemiecki całkowicie wyrąbał 177 ha lasu i przetrzebił 1933 ha.
Po wojnie nadleśnictwo poszerzyło się o znacjonalizowane przez komunistów lasy prywatne. W 1953 wydzielono z niego nadleśnictwo Gostynin, do którego przeszło 4 lub 5 leśnictw nadleśnictwa Łąck. Nadleśnictwo Łąck poszerzało swoją powierzchnie w latach 70. i 80. XX w., poprzez przyłączanie do niego lasów z likwidowanych sąsiednich nadleśnictw: Duninów, Głowno i Iłów.

## Ochrona przyrody
Na terenie nadleśnictwa znajduje się sześć rezerwatów przyrody:
- Dąbrowa Łącka
- Jastrząbek
- Jezioro Drzezno
- Korzeń
- Łąck
- Rzepki

## Drzewostany
Typy siedliskowe lasów nadleśnictwa (z ich udziałem procentowym):
- lasy 53,8%
- bory 46,2%

Gatunki lasotwórcze lasów nadleśnictwa (z ich procentowym udziałem powierzchniowym):
- sosna 79,78%
- dąb 11,02%
- olcha 4,78%
- brzoza 2,14%
- pozostałe 2,28%